# Warhammer 40.000: Space Marine
Warhammer 40.000: Space Marine è un videogioco d'azione in terza persona del 2011 ambientato nell'universo fantascientifico di Warhammer 40.000, creato dalla Games Workshop.
Sviluppato da Relic Entertainment e pubblicato da THQ, è stato distribuito in Italia da Halifax nell'autunno 2011.

## Trama
Nel 41° millennio esiste solo la guerra. I numerosi pianeti conquistati dall'uomo contano sull'Imperatore per ottenere protezione dai nemici dell'umanità. Per affrontare forze ostili come gli Orki, delle vere e proprie maree di mostri dalla pelle verde, vengono inviati in battaglia gli Space Marine, uomini sottoposti a un rigido incrocio genetico e addestramento fisico e coperti da una pesante armatura in grado di resistere ai colpi più violenti. Il capitano Titus è il leader di una squadra di Space Marine del Capitolo degli ultramarines inviata sul pianeta: Mondo Forgia, attaccato dagli Orki, con l'intento di proteggere il titano di classe Warlord Invictus, una sorta di enorme robot da attacco pesante custodito nel Manufactorum Ajakis, e impedire che cada in mano nemiche.
Una volta sul pianeta viene però contattato dall'Inquisitore Drogan, che afferma di aver bisogno di aiuto nel proteggere una scoperta tecnologica ancora più importante e che potrebbe essere la chiave per cacciare definitivamente gli Orki dal pianeta. Si tratta di una fonte energetica in grado di fornire energia illimitata grazie ad un collegamento con il Warp, una dimensione parallela. Una volta arrivati al laboratorio dell'inquisitore e azionato il macchinario, però, tale fonte energetica apre un portale con il Warp permettendo alle forze malvagie del Caos di diffondersi sulla superficie del pianeta.
Titus procede allora fino al Manifactorum Ajakis, attiva il Titano e usa il suo cannone per distruggere il portale con il Warp. Purtroppo nel frattempo le forze del Caos si sono riversate sul pianeta e Titus deve riuscire ad impedire che il Condottiero della banda dei Guerrieri di Ferro, Nemeroth, entrato in possesso della fonte energetica, la usi per diventare una sorta di demone immortale. Titus riesce a sconfiggere Nemeroth e a distruggere la fonte energetica, ma uno dei suoi compagni lo accusa di avere dei contatti con il Caos. Il gioco si conclude con la scena di Titus che viene arrestato dall'Inquisizione.

## Modalità di gioco
Il gameplay è quello di un sparatutto in terza persona. In battaglia disporremo di 4 differenti armi da corpo a corpo (coltello da combattimento, spada a catena, ascia e martello tuono) e diverse armi da combattimento a distanza (pistola e fucile requiem, pistola al plasma, fucile al plasma, fucile di precisione, fucile laser, eccetera). Per il combattimento corpo a corpo, si dispone di un tasto per effettuare un normale colpo con l'arma e un tasto per stordire l'avversario: una volta stordito, il nemico può essere eliminato con una cruda e violenta esecuzione, che è l'unico modo per riguadagnare salute.

## Armi ed equipaggiamenti
Nel corso del gioco, Titus entrerà in possesso di una gran varietà di armi ed equipaggiamenti sempre più potenti via via che la sfida si fa sempre più feroce.

### Armi da fuoco
- Pistola Requiem: La prima arma da fuoco disponibile nell'avventura, non è molto potente, ma è utile nel furore della mischia, grazie alla sua maneggevolezza e buona velocità di fuoco; dispone di munizione infinite.
- Fucile Requiem: Armamento primario degli Space Marine, il fucile requiem è efficace a qualsiasi distanza e possiede un ottimo rateo di fuoco; dispone di un caricatore da 30 colpi, e se ne possono trasportare al massimo 300.
- Requiem modello Cacciatore: Variante semiautomatica del Requiem, sacrifica la velocità di fuoco per la precisione a lungo raggio grazie al suo potente mirino ottico, si possono uccicidere facilmente i nemici con pochi, precisi colpi alla testa; il caricatore contiene 10 colpi, per un massimo di 40
- Cannone Vendicatore modello Graia: Arma creata appositamente sul mondo forgia Graia, permette di sparare granate adesive detonabili da remoto, potendo sia allestire trappole, che colpire direttamente i nemici, facendo strage nei loro ranghi; si possono portare un massimo di 18 granate.
- Fucile Termico: Arma letale a corto raggio, il fucile termico rilascia gas surriscaldato ad altissima temperatura in un raggio d'azione di forma conica, che permette di fondere qualsiasi armatura e incenerire i nemici senza sforzo; il caricatore possiede un massimo di 9 colpi.
- Pistola al Plasma: Arma secondaria ottenuta verso la metà del gioco, sostituisce definitivamente la pistola Requiem; pur non essendo veloce come la prima, la pistola al plasma compensa con una maggiore potenza e la capacità di caricare il colpo rilasciando una sfera di plasma ad alto fattore esplosivo,in grado di creare vuoti nelle file nemiche; l'arma tende a surriscaldarsi con l'uso e deve essere periodicamente raffreddata.
- Cannone Laser: Potentissima arma a lunga gittata, il cannone laser consente di eliminare anche i nemici più duri con pochi colpi, ma richiede un certo tempo di caricamento tra un colpo e l'altro; dispone al massimo di 15 colpi
- Fucile Requiem modello Kraken: Versione potenziata del Requiem standard, utilizza le speciali munizioni "Kraken" ad altissimo coefficiente di penetrazione, in grado di penetrare anche le corazze più resistenti e le coperture leggere; sostituisce definitivamente il Requiem standard
- Fucile al Plasma: Versione maggiorata della pistola, il fucile permette di sparare plasma incandescente a qualsiasi raggio, e dispone di una funzione di caricamento che rilascia colpi potentissimi, ma tuttavia richiede di essere raffreddato frequentemente; dispone al massimo di 100 colpi.
- Requiem d'Assalto: Versione a doppia canna del Requiem standard, offre un'elevatissima velocità di fuoco a prezzo della riduzione della stabilità e precisione su distanze medio/lunghe; dispone di un caricatore da 400 colpi.

### Armi da mischia
- Coltello da Combattimento: Arma da mischia di riserva standard in dotazione agli Space Marine e prima disponibile, è veloce, ma ha poca forza.
- Spada a Catena: Arma da mischia standard degli Space Marine, è la più veloce tra quelle disponibili nel gioco e la più utile nel combattimento contro avversari singoli, pur non essendo molto potente.
- Ascia Potenziata: Potente ascia a doppia lama in dotazione agli ufficiali Space Marine, offre un'ottima miscela di velocità e potenza che la rendono utile in ogni situazione.
- Martello Tuono: Poderosa e potentissima arma a due mani, in dotazione all'élite Space Marine, rilascia forti scariche elettriche ad ogni colpo, che stordiscono i nemici più deboli, ed eccelle nei combattimenti con più avversari; tuttavia, oltre ad essere lenta, impedisce l'utilizzo delle armi a distanza che richiedono due mani, permettendo di usare soltanto la Pistola e il Requiem.

### Oggetti di supporto
- Granata a Frammentazione: Una normale granata antifanteria a frammentazione da lanciare verso il nemico, si trova nelle casse lungo il percorso, ne può portare fino a 5.
- Armatura Potenziata: Disponibile dall'inizio, consiste nella sola difesa di Titus per gran parte del gioco: subendo attacchi, l'armatura si indebolisce, e una volta esaurita Titus diventa vulnerabile ai copi avversari; si rigenera col tempo
- Sigilli di Purezza: Pergamene recanti scritte azioni eroiche e preghiere, consentono a Titus di utilizzare la Furia, permettendo di infliggere colpi più potenti, di rallentare il tempo mirando e di rigenerare rapidamente la salute; se ne possono ottenere un massimo di 4.
- Aureola di Ferro: Utilizzabile solo da Space Marine col rango di capitano in su, genera un potente campo di forza che potenzia enormemente l'armatura, e la rigenera più rapidamente.
- Reattore Dorsale: Tratto distintivo delle truppe d'assalto Space marine, questo jet-pack consente di effettuare rapidi spostamenti e di elevarsi molto al di sopra delle linee nemiche, per poi ricadere con precisione e violenza su un punto prestabilito; lo svantaggio è che non è possibile usare altre armi da fuoco oltre la pistola e il fucile primari. Particolarmente efficace se accoppiato al Martello Tuono.

## Collector's Edition
Il gioco è stato venduto anche in un'edizione Collector's Edition contenente oltre al gioco un artbook, venticinque carte con informazioni dettagliate sui personaggi, un sigillo di purezza in resina lucida dotato di aggancio magnetico, ovvero una riproduzione fedele di quello che porta Titus nel corso del gioco e la colonna sonora.

## Sviluppo
Lo sviluppo di Warhammer 40.000: Space Marine durò cinque anni e fu originariamente concepito come un GdR d'azione in cui i giocatori avrebbero dovuto mettersi al comando di una squadra di marine impegnati a sventare una minaccia aliena. Tuttavia nel corso del tempo, gli sviluppatori si accorsero di voler dare sempre più risalto all'azione a discapito dell'aspetto di ruolo, finendo per cambiarlo nello stile attuale.

## Contenuti aggiuntivi
Relic Entertainment pubblicò diversi contenuti scaricabili.
Il primo DLC chiamato Exterminatus comprendeva una modalità cooperativa per quattro giocatori strutturata a ondate con la possibilità di scegliere fra due scenari e tre classi di personaggio; fu reso disponibile gratuitamente.
Un secondo DLC intitolato Furia del Caos presentava un'espansione multigiocatore che arricchiva l'Exterminatus con una nuova modalità, che permetteva di controllare gli Space Marine del Caos contro gli Orki e Impero, oltre a ciò furono inclusi dieci trofei e tre nuove mappe: Habs Ablase, Stazione Tertius e Canyon dell'Aquila.

## Accoglienza
La rivista Play Generation diede alla versione per PlayStation 3 un punteggio di 77/100, apprezzando il sanguinolento mix tra corpo a corpo e sparatorie e la resa dell'universo di Warhammer e come contro il fatto che fosse ripetitivo, lineare e privo di un vero e proprio spessore e con qualche bug di troppo, finendo per trovarlo un gioco che peccava in termini di spessore, ma che offriva un buon multiplayer e tanta azione, anche se un po' troppo ripetitiva.